# Kujira no chōyaku - Glassy Ocean
Kujira no chōyaku - Glassy Ocean (クジラの跳躍 Ｇｌａｓｓｙ Ｏｃｅａｎ? lett. "Il salto della balena - Oceano trasparente") è un anime di genere fantastico diretto da Shigeru Tamura. La grafica e l'ambientazione lo rendono strettamente collegato ad altri lavori del regista, come Ginga no uo: Ursa minor blue e Phantasmagoria,
in quest'ultimo ritorna come protagonista di un corto il pescatore di Glassy Ocean.

## Trama
Mentre una nave solca le onde durante una grigia giornata, nello stesso ulogo ma in una diversa realtà il tempo è quasi fermo ed il mare, immobile, d'un verde bottiglia.
Lì i pescatori sono muniti di piccone per andare a caccia di pesci, tanto è dura la superficie vitrea ondosa. 
Durante la battuta di pesca quotidiana, un uomo avvista una balena, in procinto di compiere un tuffo. L'animale immenso si erge sopra le onde con immota grazia e lo spettacolo, via via che si diffonde la voce, attira molte genti del mondo immobile.
Tra loro anche un caro amico del pescatore, un pittore che, di fronte alla rara visione, immortala il monumentale cetaceo.